# Porcellio succinctus
Porcellio succinctus är en kräftdjursart som beskrevs av Gustav Budde-Lund 1885. Porcellio succinctus ingår i släktet Porcellio och familjen Porcellionidae. Inga underarter finns listade i Catalogue of Life.